# Bom Jesus do Galho
Bom Jesus do Galho is een gemeente in de Braziliaanse deelstaat Minas Gerais. De gemeente telt 15.462 inwoners (schatting 2009).

## Aangrenzende gemeenten
De gemeente grenst aan Caratinga, Córrego Novo, Entre Folhas, Marliéria, Pingo-d'Água, Raul Soares, Timóteo en Vargem Alegre.

## Galerij

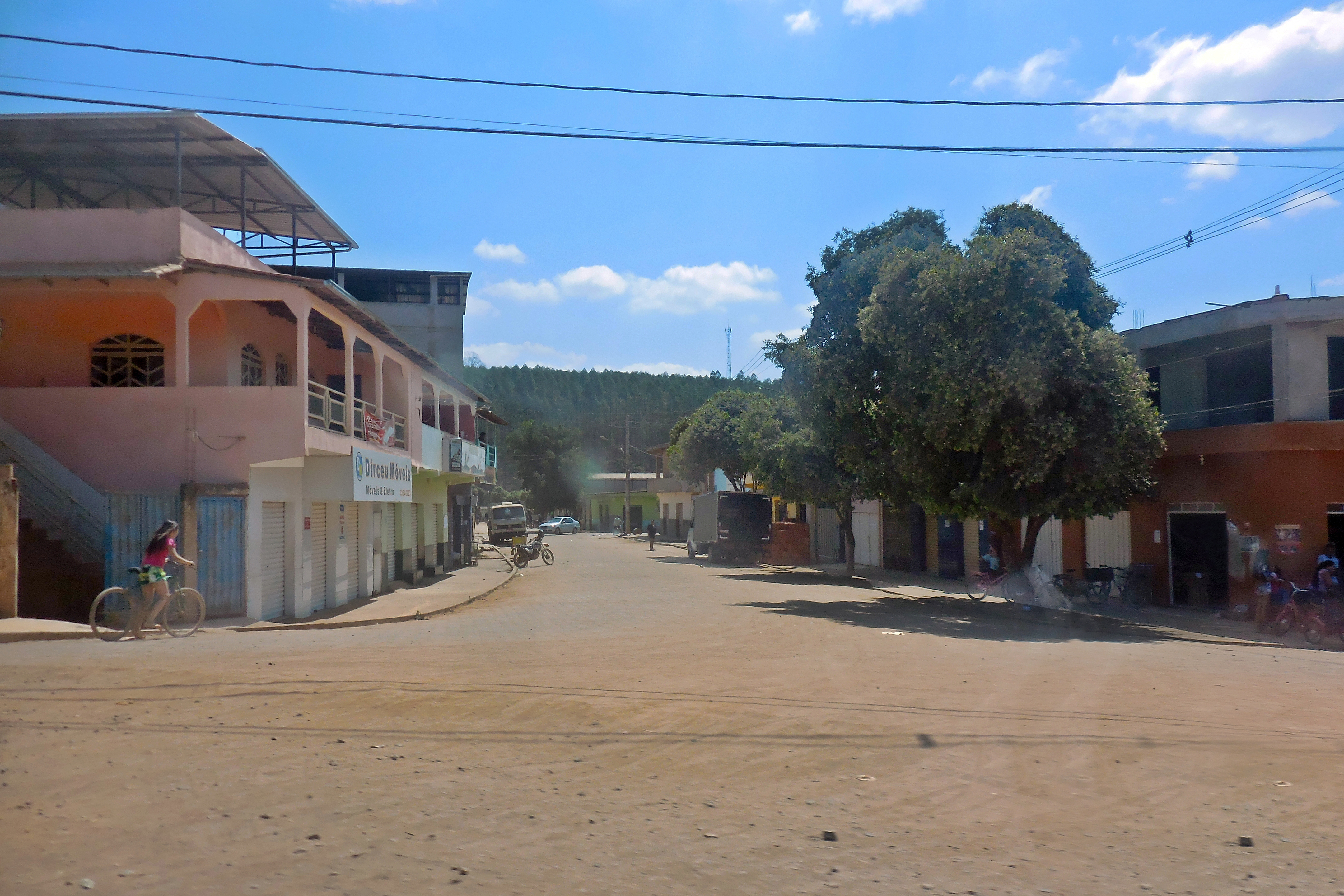
Straat in Bom Jesus do Galho